# Roland Vunuvung
Roland Vunuvung (* 11. August 1959 in Vunapope, Kokopo) ist ein papua-neuguineischer Geistlicher und römisch-katholischer Bischof von Kavieng.

## Leben
Roland Vunuvung studierte nach dem Besuch des Knabenseminars Theologie am Priesterseminar Holy Spirit in Bomana bei Port Moresby. Am 24. November 1985 empfing er das Sakrament der Priesterweihe für das Erzbistum Rabaul.
Nach der Priesterweihe war er zunächst Kaplan an der Kathedrale von Rabaul und Leiter der Urban Youth in der East New Britain Province. Nach drei Jahren als Pfarrer in Valanguo in der West New Britain Province war er von 1992 bis 1998 Programmleiter des Vorseminars in Lanuzell und Diözesandirektor für die Berufungspastoral. Von 1998 bis 2003 studierte er Philosophie am American College of Louvain im belgischen Löwen. Von 2004 bis 2008 lehrte er Philosophie am Priesterseminar und war anschließend bis 2014 Pfarrer in Vunakanau. Ab 2009 war er zudem Dekan in Rabaul. Von 2012 bis 2015 war er Rektor des interdiözesanen Priesterseminars in Rapolo und ab 2016 Pfarrer in Vunadidir und Dekan von Kokopo.
Papst Franziskus ernannte ihn am 24. Juni 2023 zum Bischof von Kavieng. Sein Amtsvorgänger Rochus Tatamai MSC, Erzbischof von Rabaul, spendete ihm am 15. August desselben Jahres in der Kathedrale von Kavieng die Bischofsweihe. Mitkonsekratoren waren der Bischof von Kimbe, John Bosco Auram, und der Bischof von Bougainville, Dariusz Kałuża MSF.